# V1460 Геркулеса
V1460 Геркулеса (лат. V1460 Herculis) — карликовая новая, двойная катаклизмическая переменная звезда типа U Близнецов (UG) и затменная переменная звезда (E) в созвездии Геркулеса или затменная переменная звезда типа W Большой Медведицы (EW)* на расстоянии приблизительно 866 световых лет (около 266 парсек) от Солнца. Видимая звёздная величина звезды — от +15,9m до +13,1m. Орбитальный период — около 0,2079 суток (4,9885 часа)*.
Открыта проектом SuperWASP в 2013 году*.

## Характеристики
Первый компонент — аккрецирующий белый карлик*. Масса — около 0,869 солнечной*. Эффективная температура — около 26220 K*.
Второй компонент — оранжевый карлик спектрального класса K5*. Масса — около 0,295 солнечной, радиус — около 0,43 солнечного, светимость — около 0,191 солнечной*. Эффективная температура — около 4587 K.